# Coppa America di pallavolo 2000
La III Coppa America di pallavolo si svolse a São Bernardo do Campo, in Brasile, dall'11 al 20 agosto 2000. Al torneo parteciparono 6 squadre nazionali nordamericane e sudamericane  e la vittoria finale andò per la prima volta a Cuba.

## Squadre partecipanti
- Argentina
- Brasile
- Canada
- Cuba
- Stati Uniti
- Venezuela

## Fase finale

### Finali 1º e 3º posto
|  | Semifinali  | Semifinali  | Semifinali |      |         | Finale          | Finale          | Finale          |  |
|  |             |             |            |      |         |                 |                 |                 |  |
|  | Brasile     | Brasile     | 3          |      |         |                 |                 |                 |  |
|  | Brasile     | Brasile     | 3          |      |         |                 |                 |                 |  |
|  | Stati Uniti | Stati Uniti | 1          |      |         |                 |                 |                 |  |
|  | Stati Uniti | Stati Uniti | 1          |      | Brasile | Brasile         | 1               |                 |  |
|  |             |             |            |      | Brasile | Brasile         | 1               |                 |  |
|  |             |             | Cuba       | Cuba | 3       |                 |                 |                 |  |
|  | Cuba        | Cuba        | Cuba       | Cuba | 3       | 3               |                 |                 |  |
|  | Cuba        | Cuba        |            |      |         | 3               |                 |                 |  |
|  | Argentina   | Argentina   | 1          |      |         | Finale 3º posto | Finale 3º posto | Finale 3º posto |  |
|  | Argentina   | Argentina   | 1          |      |         |                 |                 |                 |  |
|  |             |             |            |      |         |                 |                 |                 |  |
|  |             |             |            |      |         | Stati Uniti     | Stati Uniti     | 3               |  |
|  |             |             |            |      |         | Stati Uniti     | Stati Uniti     | 3               |  |
|  |             |             |            |      |         | Argentina       | Argentina       | 2               |  |

## Classifica finale
| Classifica | Squadre     |
| ---------- | ----------- |
|            | Cuba        |
|            | Brasile     |
|            | Stati Uniti |
| 4          | Argentina   |
| 5          | Canada      |
| 6          | Venezuela   |